# Giftvögel

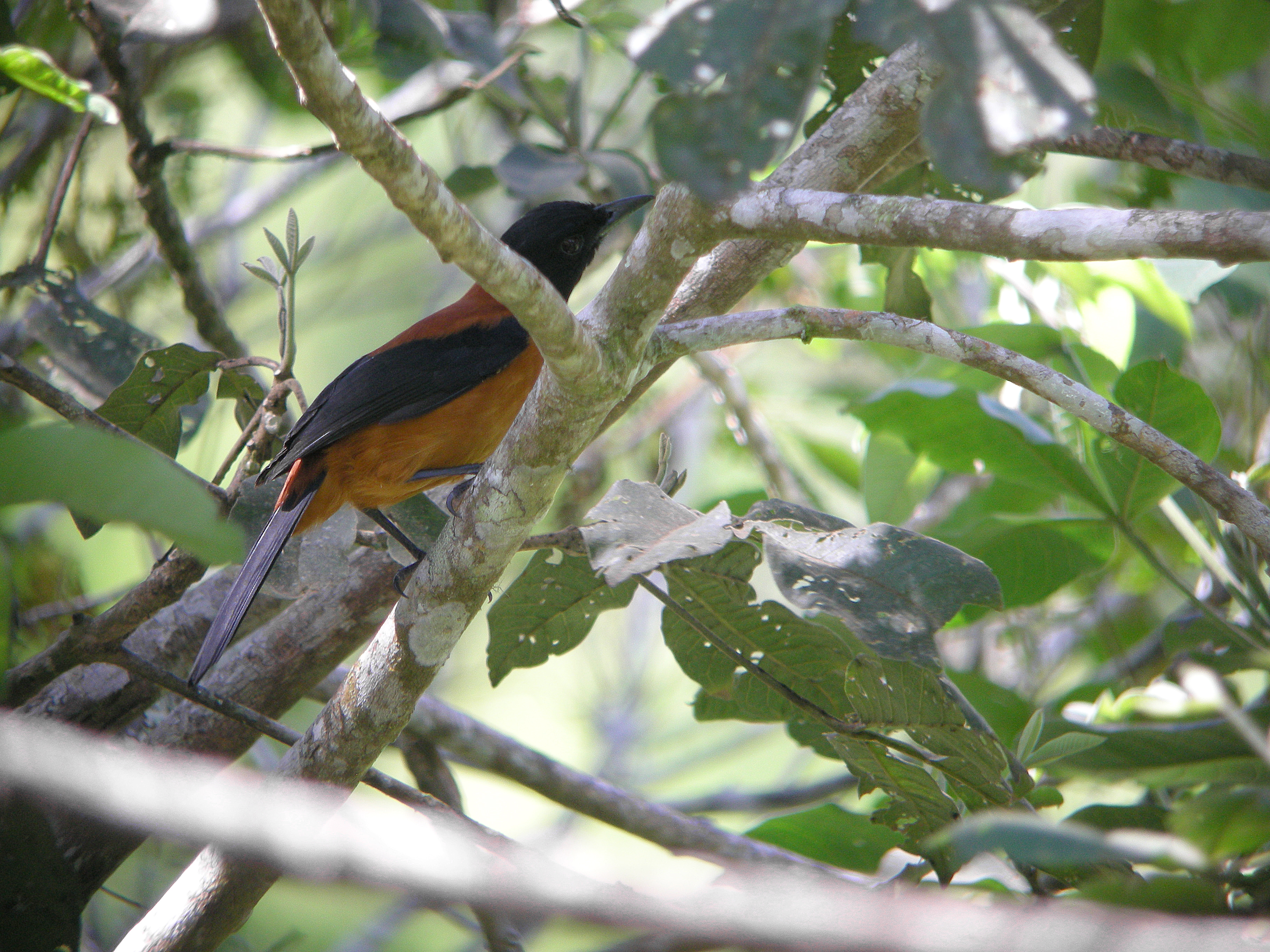
Zweifarbenpitohui, dessen Federn mit dem Nervengift Batrachotoxin versetzt sind.

Giftvögel sind Vögel, die verschiedene Toxine (Giftstoffe) zu Verteidigungszwecken einsetzen. Die Vögel synthetisieren diese Toxine nicht selbst, sondern nehmen sie entweder mit der tierischen oder pflanzlichen Nahrung auf (Sequestrierung von Toxinen) oder reiben sich damit ein.

## Bekannte Arten
Der Zweifarbenpitohui, der Einfarbenpitohui, der Blaukappenflöter, der Oliv-Haubendickkopf und der Walddickkopf nutzen Steroidalkaloide wie Batrachotoxin, die sich in ihrer Haut und ihren Federn ablagern. Die afrikanische Sporngans ist giftig, da ihr Gewebe Gift von den Ölkäfern enthält, von denen sich die Sporngans ernährt. Es ist auch bekannt, dass der Verzehr von Wachteln Coturnismus verursachen kann. Dabei handelt es sich um eine  Rhabdomyolyse, also um eine Auflösung der Muskelfasern. Als Ursache wird vermutet, dass die Wachteln zuvor giftige Pflanzen gefressen haben. Der Name der Erkrankung leitet sich vom lateinischen Namen der Wachtel, Coturnix coturnix, ab. Die in der Bibel genannte Plage, der ein Teil des Volkes Israel auf seinem Zug durch die Wüste zum Opfer fiel, war möglicherweise diese Vergiftung. Es hatte die vom Himmel gefallenen Wachteln eingesammelt und gegessen.

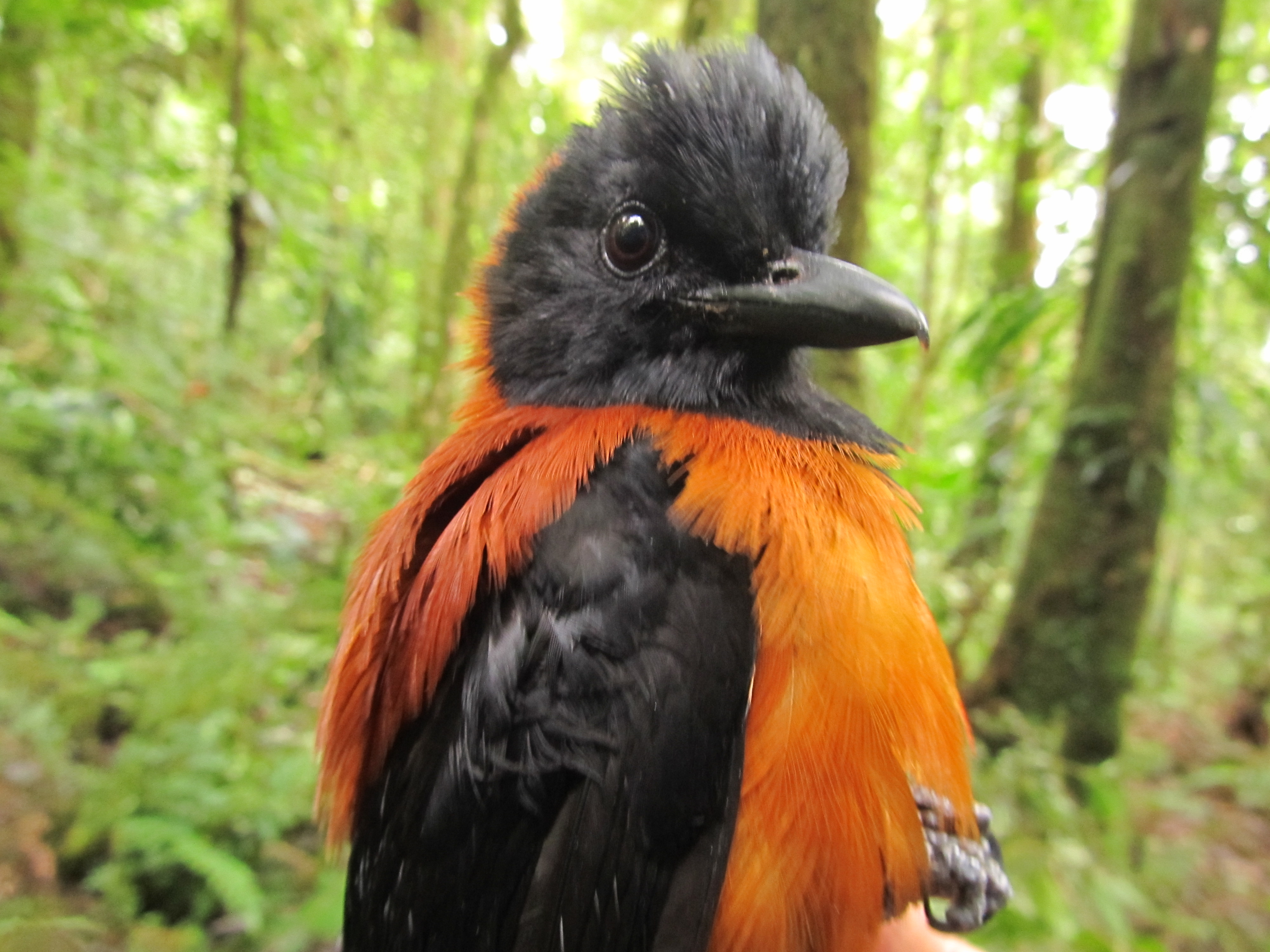
Zweifarbenpitohui
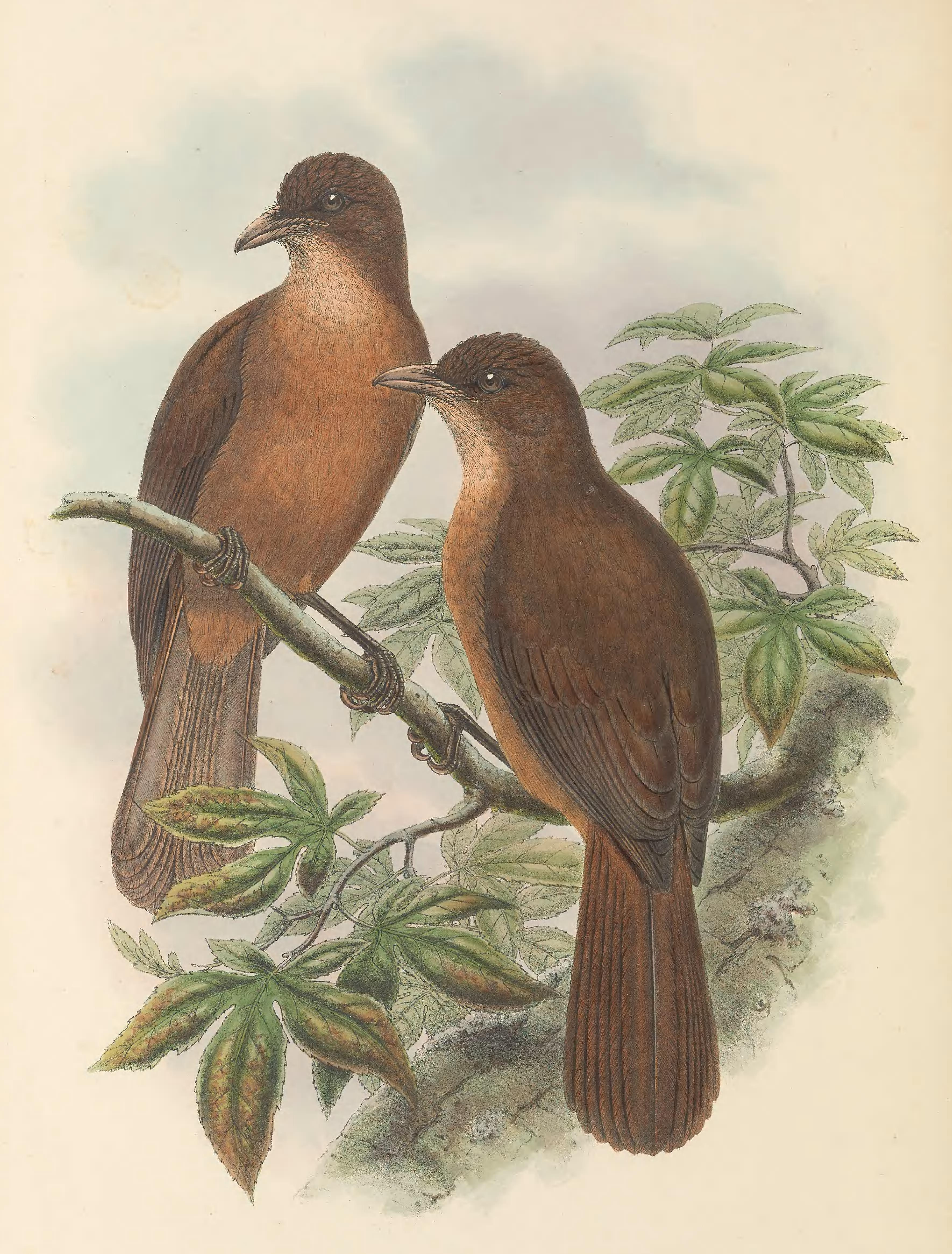
Einfarbenpitohui
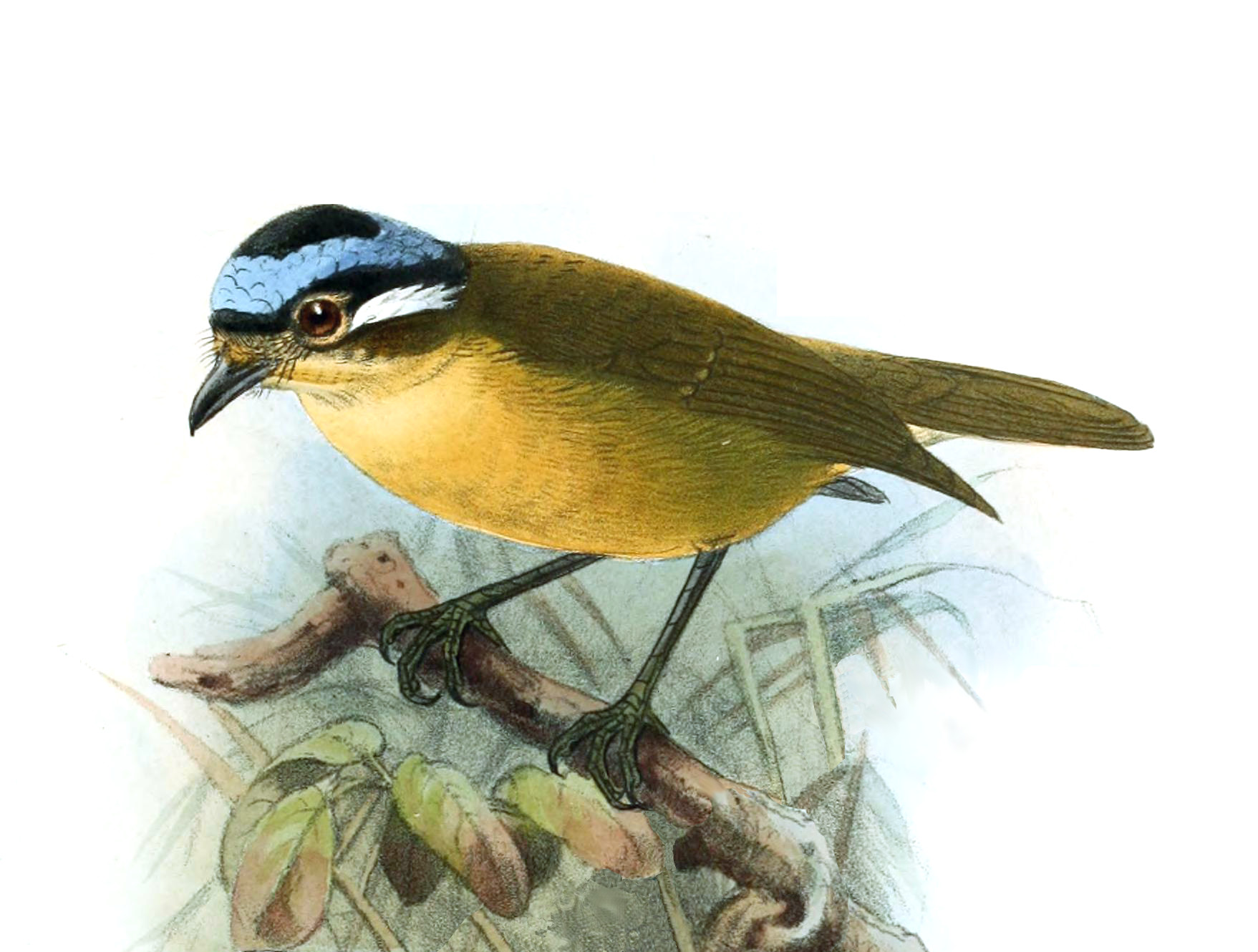
Blaukappenflöter
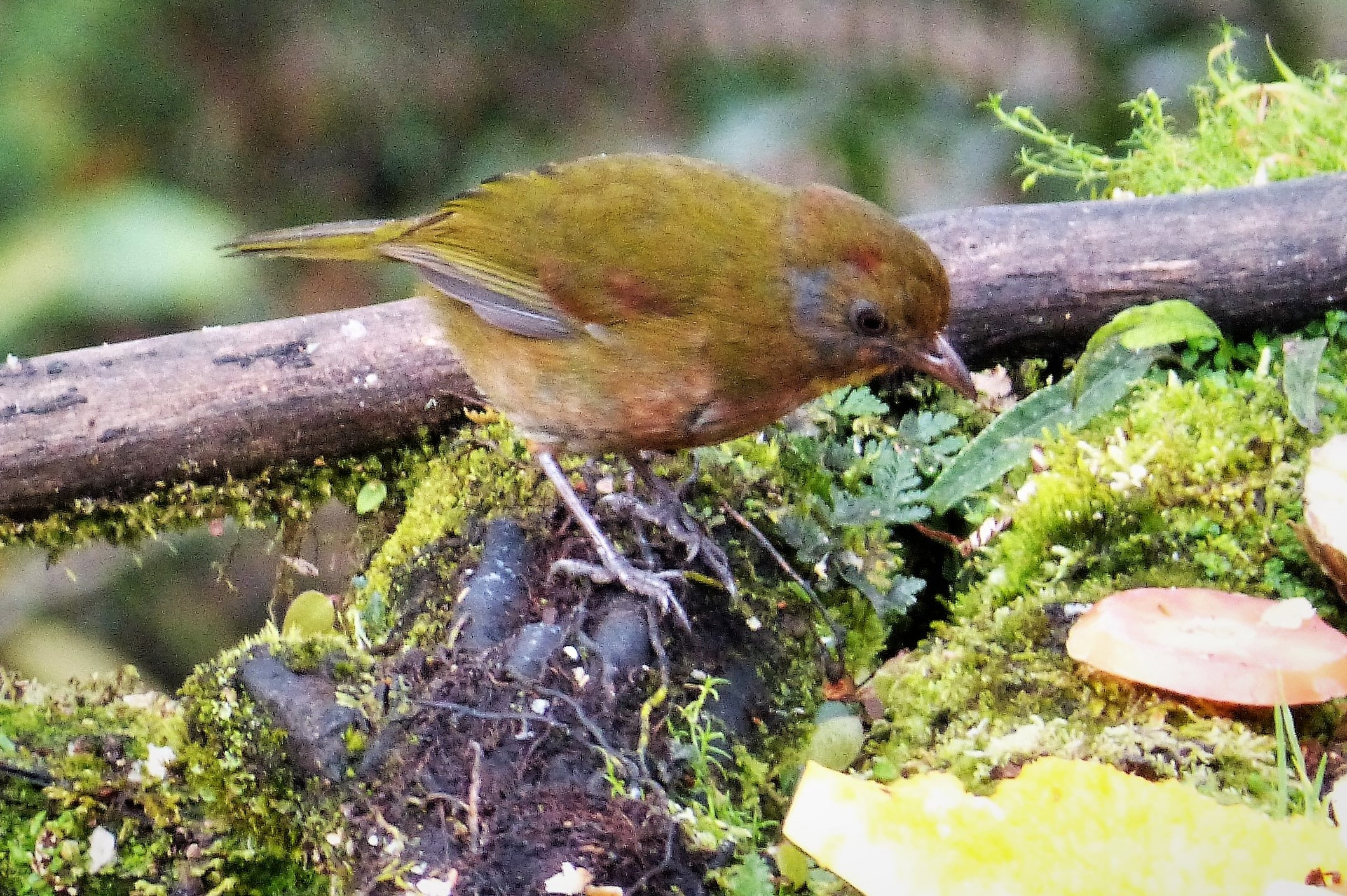
Oliv-Haubendickkopf
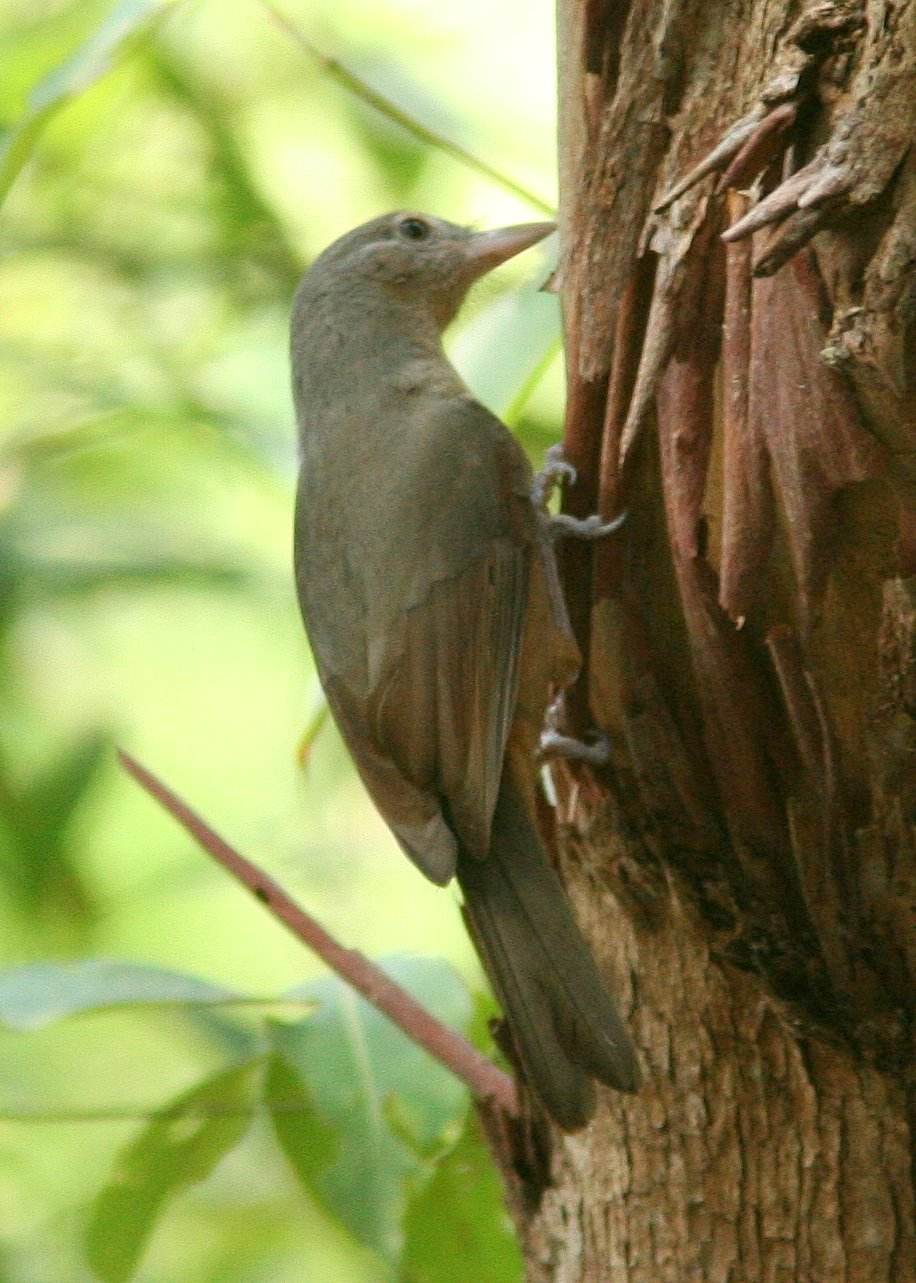
Walddickkopf
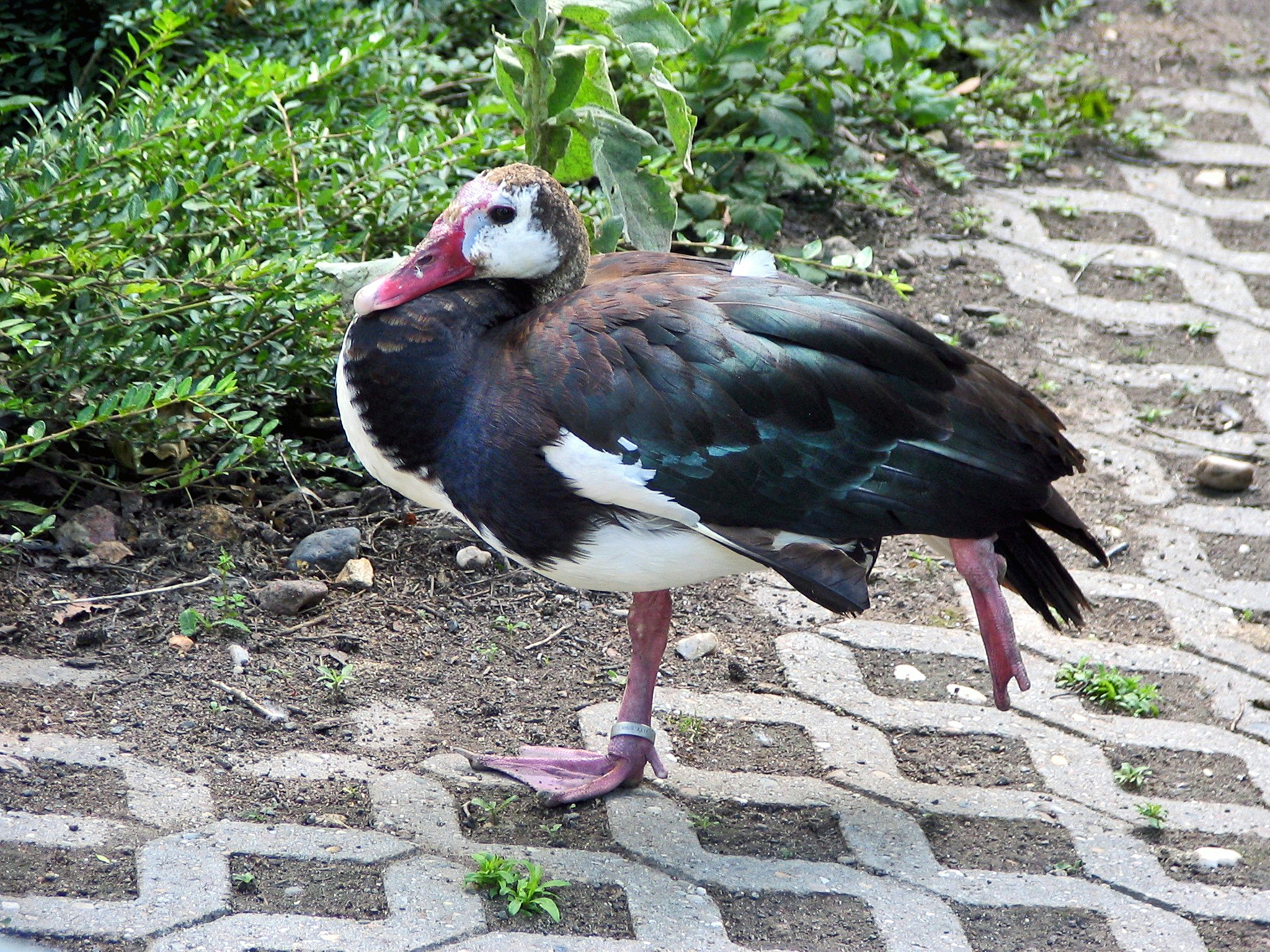
Sporngans
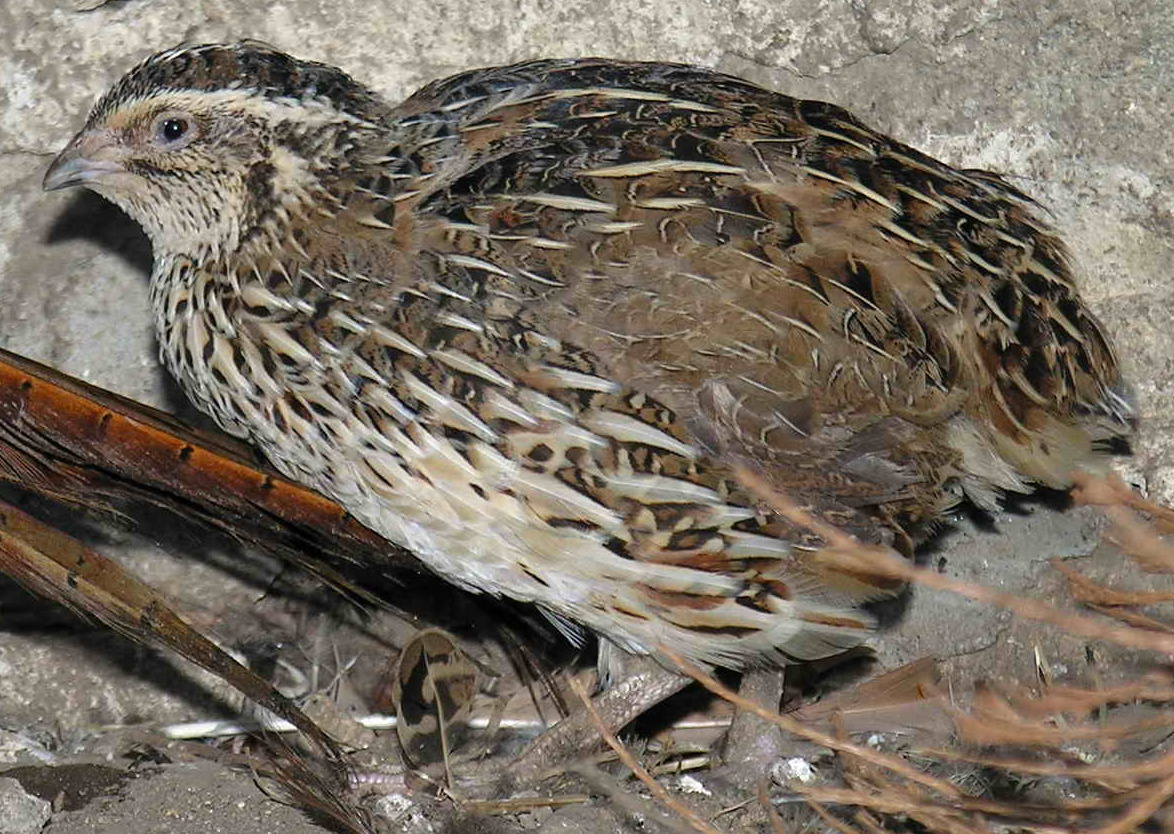
Wachtel

## Forschungsgeschichte
Erste Hinweise auf Giftstoffe in Vögeln fand der Naturforscher Hugh B. Cott beim Sammeln und Häuten von Vögeln 1941 in Ägypten. Dabei fiel ihm auf, dass Hornissen zwar von einem frisch gehäuteten Vogelkadaver einer Palmtaube fraßen, einen daneben liegenden Kadaver eines Graufischers aber nicht berührten.
Im Jahr 1992 entdeckte John Dumbacher bei Feldforschung an Raggi-Paradiesvögeln im Variarata-Nationalpark in Papua-Neuguinea, dass eine dort weit verbreitete Vogelart, die Pitohui-Vögel, ein Toxin in ihren Federn und im Muskelgewebe enthielt. Dieses Toxin wurde als Batrachotoxin identifiziert, ein Steroidalkaloid, das bis dahin nur aus der Haut südamerikanischer Pfeilgiftfrösche der Gattung Blattsteiger (Phyllobates) bekannt war.

## Gifte und Giftquellen

Strukturformel von Batrachotoxin.

Strukturformel von Cantharidin.

Bei der Untersuchung der Pitohui-Vögel wurden verschiedene, vorher nicht bekannte Kongenere des Batrachotoxins wie Batrachotoxinin-A-20R-cis-crotonat, Batrachotoxinin-A-20R-3´-hydroxypentanoat, Batrachotoxinin-A-20R-acetat sowie Homobatrachotoxin  nachgewiesen. Die höchsten Batrachotoxinwerte wurden in den Konturfedern von Bauch, Brust oder Beinen der Vögel gefunden, geringere Mengen finden sich in Kopf-, Rücken-, Schwanz- und Flügelfedern. Die Giftmenge variierte zwischen den verschiedenen Populationen von Pitohui und Ifrita.
Die Vögel nehmen die Batrachotoxine aus ihrer Nahrung auf, insbesondere aus dem giftigen Melyridkäfer Choresine. Bei der Analyse des Mageninhalts von Pitohui-Vögeln wurden Choresine-Käfer sowie zahlreiche andere kleine Käfer und Arthropoden gefunden. Es wird vermutet, dass die Toxine hauptsächlich zur Abwehr von Ektoparasiten wie Läusen oder gegen bakterielle Hautinfektionen dienen. Bei In-vitro-Versuchen wurde festgestellt, dass Läuse auf Pitohui-Federn eher absterben als Läuse auf ungiftigen Federn. Pitohuis scheinen nur einer geringen Zeckenbelastung ausgesetzt zu sein. Eine andere Studie zeigte, dass die Pitohui vergleichsweise wenige Blutparasiten wie etwa Plasmodien aufweisen.
Die Toxine dienen möglicherweise dem Schutz vor Fressfeinden wie Schlangen. Die orange und schwarze Zeichnung des Zweifarbenpitohui dient vermutlich als Warnfärbung (Aposematismus) und wird von verwandten Vögeln wie P. kirhocephalus nachgeahmt.
Die Sporngänse sind immun gegen das Gift Cantharidin, das sie über verzehrte Ölkäfer aufnehmen. Dadurch werden sie selbst giftig für Fressfeinde. Das Wachtelgift ist bisher nicht bekannt. Es wurde lange vermutet, dass es sich bei der toxischen Substanz der Wachteln um Coniin handelt, ein Pseudoalkaloid, das sich vom Piperidin ableitet und in Pflanzen wie dem Gefleckten Schierling vorkommt. Dies konnte mittlerweile widerlegt werden. Coturnismus ist seit der Antike bekannt. Die Krankheit tritt vorwiegend in Algerien, Frankreich, Griechenland sowie Russland auf. Wachteln sind in Algerien und Frankreich im  Frühjahr während der Migration nach Norden giftig. Beim Flug in den Süden im Herbst ist der Verzehr sicher. Dieses Muster ist in Griechenland und in Russland umgekehrt, wo Wachteln auf dem südlichen Herbstflug giftig sind.